# 瓦薩的卡羅拉
瓦薩的卡羅拉（瑞典語：Carola av Wasa，1833年8月5日—1907年12月15日），薩克森王后，丈夫是薩克森國王阿爾貝。

## 生平
卡羅拉是瓦薩親王古斯塔夫的女兒。古斯塔夫的父親古斯塔夫四世·阿道夫於1809年被廢黜，因此古斯塔夫未能成為瑞典國王。
1853年，卡羅拉與薩克森的阿爾貝王子結婚。卡羅拉積極參與慈善事業，在普法戰爭期間，卡羅拉創建的「阿爾貝計劃」（Albert commission）提供薩克森的士兵醫療協助。
卡羅拉於1907年去世，享年74歲。